# 鷺巣政安
鷺巣 政安（さぎす まさやす、1932年 - ）は日本のアニメプロデューサー、演出家である。アニメ制作会社エイケンで取締役、プランナー、プロデューサーを務めた。東京府（現・東京都）出身。
兄は漫画家でピー・プロダクション創業者のうしおそうじ（本名は鷺巣富雄）。甥は作曲家で現ピー・プロダクション社長の鷺巣詩郎。

## 人物
1932年、東京都港区芝に生まれる。
一回り離れた兄・富雄が東宝に入社したことから、幼少期は東宝砧撮影所で遊んでいた。この頃、子役の中村メイコと知り合い、また助監督に声をかけられ映画『姿三四郎』にエキストラ出演したこともある。
終戦後、漫画家となった富雄（うしおそうじ）のアシスタントを務めるが、漫画家業界に馴染めず、22歳でTCJ映画部（TCJ動画センターとして分社後、エイケンとなる）に入社。CMアニメの製作に携わった後、テレビアニメの制作担当を務めた。エイケンでは主にプランナーとしてテレビアニメの企画立案・営業に奔走。その過程で漫画家をはじめとする数多くの文化人と交友関係を持つ。しかし、社内事情もあってか、プロデューサーとしてアニメーション制作に実際に携わった作品はテレビスペシャル版『キャプテン』などごく僅かであった。
還暦を迎えた後も嘱託でエイケンに在籍していたが、エイケンがアサツー ディ・ケイの子会社になったのを境に退職。その後はフリーのコーディネイターとして活動した。

## エピソード
- 俳優の古谷敏は家族ぐるみの付き合いがある親友である[1]。
- ピー・プロダクションが金鳥の蚊取り線香のCMでアニメ作画を担当した際に人手が足らず、うしおそうじは政安に懇願し、TCJの仕事に紛れ込ませて着色などを完成させた[1]。

## 著書
- アニメ・プロデューサー鷺巣政安 さぎすまさやす・元エイケン製作者（2016年4月15日発売、共著・但馬オサム、ぶんか社、ISBN 9784821144266）